# Wallingford (Oxfordshire)
Wallingford è una piccola città dell'Inghilterra situata nell'Oxfordshire meridionale.
È situata sulla riva destra del fiume Tamigi fra le città di Reading a sud e Oxford a nord. Conserva interessanti monumenti medievali, tra cui un ponte ed un castello.
Gli scrittori Agatha Christie e William Blackstone hanno vissuto a Wallingford. Qua è nato l'attore Jonathan Bailey.

## Storia

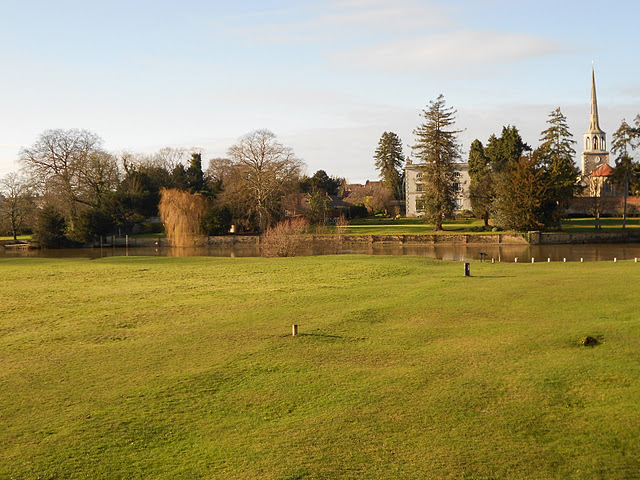
Particolare del fiume Tamigi

Importante punto di passaggio sul fiume Tamigi, la città venne fortificata in età sassone ed ottenne il diritto di battere moneta. Durante il regno di Alfredo il Grande costituiva, insieme ad altre città vicine, un "burh" (in lingua anglosassone significa "città di rinforzo"), a protezione del Wessex.
Dopo la vittoria di Hastings nel 1066, il sassone Wigod, Signore di Wallingford, consentì al normanno Guglielmo I d'Inghilterra di entrare in città ed attraversare il Tamigi, nella sua marcia alla conquista di Londra. Uno dei favoriti di Guglielmo, Robert D'Oyley de Lisieux, sposò la figlia di Wigod e rinforzò il castello di Wallingford.
Tra il 1135 ed il 1154, dopo la morte di Enrico I d'Inghilterra, il castello divenne un punto strategico nello scontro tra Stefano d'Inghilterra e l'Imperatrice Matilda e nel castello venne firmato il relativo trattato di pace.
In seguito, sia Giovanni d'Inghilterra che Riccardo di Cornovaglia ingrandirono il castello; tra le persone che vi furono imprigionate ci sono Edoardo I d'Inghilterra, Margherita d'Anjou ed Owen Tudor, mentre Joan, Contessa di Kent vi morì nel 1385.
Durante la Rivoluzione inglese il castello di Wallingford divenne una roccaforte monarchica, e dopo averlo espugnato Oliver Cromwell ne ordinò la distruzione (1652).
Inizialmente Wallingford faceva parte del Berkshire, ma in seguito ad una riorganizzazione dei governi locali fu accorpata al Oxfordshire nel 1974.

## Amministrazione

### Gemellaggi
- Luxeuil-les-Bains, Francia
- Bad Wurzach, Germania
- Wallingford, Stati Uniti